# Francesco Piovanetti
Francesco Piovanetti (* 1. Januar 1975 in Dorado) ist ein puerto-ricanischer Autorennfahrer.

## Karriere als Rennfahrer
Wie viele andere Fahrer Ende der 2010er-Jahre kam Francesco Piovanetti über die GT-Rennen der Ferrari Challenge in die FIA-Langstrecken-Weltmeisterschaft und zu einem Debüt beim 24-Stunden-Rennen von Le Mans. Piovanetti, im Brotberuf Investmentbanker, fuhr 2018 in der IMSA WeatherTech SportsCar Championship und wurde 2019 Gesamtzweiter der GT-Klasse der Asian Le Mans Series. 
2020 startete er zum ersten Mal beim 24-Stunden-Rennen von Le Mans. Als Partner von Côme Ledogar und Oswaldo Negri beendete er das Rennen im Ferrari 488 GTE Evo als 32. der Gesamtwertung.

## Statistik

### Le-Mans-Ergebnisse
| Jahr | Team          | Fahrzeug            | Teamkollege  | Teamkollege   | Platzierung | Ausfallgrund |
| ---- | ------------- | ------------------- | ------------ | ------------- | ----------- | ------------ |
| 2020 | Luzich Racing | Ferrari 488 GTE Evo | Côme Ledogar | Oswaldo Negri | Rang 32     |              |